# Crematogaster coriaria
Crematogaster coriaria es una especie de hormiga acróbata del género Crematogaster, categorizada en la tribu Crematogastrini, de la subfamilia Myrmicinae. Fue descrita por Mayr en 1872.

## Distribución
Se distribuye por Asia: Borneo, Indonesia, Malasia y Tailandia.

## Hábitat
Habita en la selva tropical y plantaciones de palma de aceite. Se ha encontrado a elevaciones de 173-1219 m s. n. m.